# 정일영 (1926년)
정일영(鄭一永, 1926년 9월 4일~2015년 1월 19일)은 대한민국의 정치학자, 정치인이다. 주프랑스 대사와 외무부 차관을 지냈으며, 제9·10대 국회의원을 역임하였다.

## 학력
- 동래고등학교 졸업
- 서울대학교 정치학과 졸업
- 미국 조지타운 대학교, 영국 런던 대학교 대학원 수료
- 스위스 제네바 대학교 국제고등연구소 정치학 박사 (국제법)

## 약력
- 서울대학교 법과대학 교수
- 한일회담 대표
- 주프랑스 대한민국 대사관 공사
- 대한민국 외무부 차관
- 주 스위스 대사
- ~ 1972년, 주 벨기에 대사 겸 주 EEC 대사[1]
- 1972년 7월 26일 임명 ~ 1974년, 주프랑스 대사
- 외무부 외교안보연구원 원장
- 세종연구소 소장
- 대한국제법학회 회장
- 한국스위스협회 회장
- 한국일보 논설위원
- 1976년 ~ 1979년 : 제9대 국회의원 (유신정우회)
- 1979년 ~ 1980년 : 제10대 국회의원 (유신정우회)
- 1984년 ~ 1988년 : 국민대학교 제3대 총장

## 역대 선거 결과
|  | 0% |

|  | 0% |